# Luis Gil-Orozco Roda
Luis Gil-Orozco Roda (n. Requena, Valencia, 18 de agosto de 1931 † ibíd, 23 de junio de 2013) fue un político, abogado y enólogo español.

## Biografía
Natural del municipio valenciano de Requena, se licenció en derecho en la Universidad de Madrid, y fue perito en Enología y Viticultura, llegando también a desempeñar el cargo de letrado mayor del Ayuntamiento de su localidad natal. Tuvo cuatro hijos con su mujer María Esteve Arolas, natural de Requena (nieta del General Juan Arolas Esplugues): M.ª del Carmen, Rosalía, Luis y María. 

## Carrera política
Se adentró en el mundo de la política tras el fallecimiento de Francisco Franco, integrándose en la lista al Congreso de Anepa-Centro Popular por la circunscripción de Valencia en las Elecciones generales de España de 1977, adhiriéndose posteriormente a la Unión de Centro Democrático (UCD), donde fue candidato al congreso de los diputados y miembro de su Comité Ejecutivo. Entre los años 1981 y 1982, fue nombrado gobernador civil de Ciudad Real por el ejecutivo de la Unión de Centro Democrático (UCD).
Participó activamente en el Consejo del País Valenciano presidido por Enrique Monsonís, donde ocupó varios cargos de relevancia, como los de director general de Interior, director general de Agricultura y subsecretario de la Presidencia, así como los de jefe de la Sección Inmobiliaria y Asistencia Jurídico-Agraria de la Dirección General de Desarrollo Agrario.
Tras la disolución de la UCD, sus sólidos vínculos con Adolfo Suárez le llevaron a afiliarse a la nueva formación liderada por este último: el Centro Democrático y Social (CDS), bajo cuyas siglas ocupó posiciones de gran relevancia tras el relativo éxito cosechado en las elecciones autonómicas de 1987, integrando la primera comisión permanente y el primer comité ejecutivo y político del partido en la autonomía y siendo asimismo diputado en las Cortes Valencianas y portavoz del grupo parlamentario de la formación centrista.
En el ámbito local fue un gran impulsor del Movimiento Cooperativo Agrario de la Comarca Requena-Utiel, donde dirigió diferentes cooperativas y en su labor también ha participado en congresos tanto nacionales como internacionales.
Además fue el letrado mayor del Ayuntamiento de Requena, municipio en el que fue impulsor de numerosos proyectos municipales, para cuyo buen término trató de asegurar como diputado autonómico la colaboración del ejecutivo de Joan Lerma.
En las elecciones autonómicas del 1991 no formaría parte de las listas del CDS a las Cortes Valencianas, ya que encabezaría la candidatura de esta formación en las elecciones municipales de Valencia que se celebraron simultáneamente. No obstante, el partido centrista sufriría un duro revés, al perder toda la representación que había ostentado tanto a nivel autonómico como municipal.
A la edad de 81 años, Gil-Orozco falleció el día 23 de junio del año 2013 en Requena, siendo enterrado en el cementerio de la población.